# 바실리 추이코프
바실리 이바노비치 추이코프(러시아어: Васи́лий Ива́нович Чуйко́в, 러시아어 발음: [vɐˈsʲilʲɪj t͡ɕʉjkof] ( 듣기), 1900년 2월 12일(구력 1월 31일)~1982년 3월 18일)는 소련의 군인으로 소비에트 연방원수이다. 제2차 세계 대전 당시 있었던 스탈린그라드 전투에서 제62군을 이끈 것으로 유명하다.
툴라의 빈농 가문에서 태어난 추이코프는 12살의 나이에 공장 노동자로 근무했다. 1917년 러시아 혁명이 끝난 후 추이코프는 붉은 군대에 들어가 러시아 내전 당시 훌륭한 업적을 이룩했다. 내전 이후 추이코프는 프룬제 군사 대학을 졸업한 이후 연해주와 중화민국에서 군사 고문관으로 근무했다. 제2차 세계 대전이 발발했던 1939년 9월, 바실리 추이코프는 소련의 폴란드 침공 당시 제4군을 지휘했다. 이후 1940년 12월 추이코프는 중일 전쟁 당시 일본 제국과 맞서 싸우던 국민혁명군과 장제스를 지원하기 위해 다시 중화민국에 파견되어 군사 고문으로서 활동했다.
1942년 3월 나치 독일의 침공을 막기 위해 소련 정부는 추이코프를 본국으로 소환했다. 1942년 9월 추이코프는 스탈린그라드를 방어하는 제62군을 지휘하게 되었다. 상부에게서 무슨 일이 있더라도 스탈린그라드를 지키라는 명령을 받은 추이코프는 독일군과 물리적으로 최대한 가깝게 방어선을 만들었다. 제병합동전술을 추구하던 독일군에게 추이코프의 작전은 주효했지만 1942년 말까지 독일군은 스탈린그라드를 거의 장악했다. 천왕성 작전을 통해 다른 소련군 부대와 합류한 추이코프는 반격 작전을 통해 1943년 초 스탈린그라드를 포위한 독일 제6군의 항복을 받아냈다. 이후 추이코프는 바그라티온 작전과 비스와-오데르 공세로 폴란드를 점령했고, 1945년 4월 베를린 공방전에서도 참전했다.
제2차 세계 대전이 끝난 후 추이코프는 주동독 소련군의 사령관이 되었고, 이후 키예프 군관구 사령관, 소련군 참모총장, 국방부 차관, 소련 민방위 사령관을 역임했다. 추이코프는 1944년과 1945년 두 차례에 걸쳐 소비에트 연방영웅의 칭호를 받았으며, 스탈린그라드 전투에서 보여준 공로로 미국으로부터 수훈십자장을 받았다. 1955년 추이코프는 소비에트 연방원수에 임명되었다. 1982년 모스크바에서 사망했으며, 그의 시신은 스탈린그라드 전투의 격전지였던 마마예프 쿠르간에 묻혔다.

## 유년기
모스크바 남쪽 툴라주의 세레브랴니에 프루디 마을의 소작농 가정에서 태어난 추이코프는 12명의 자녀들 중 8번째 자식이자 8명의 아들들 중 5번째 아들이었는데, 12살 때 상트페테르부르크의 공장에서 생계를 유지하기 위해 학교와 가족을 떠났고, 이 때 기병 장교들에게 박차를 공급했다. 추이코프와 그의 형제들은 이후 병사가 되어 러시아 내전에 참전했다.

## 초기 군사 경력
1917년의 러시아 혁명의 혼란으로 추이코프는 실업자가 되었다. 1917년 말, 형이 추이코프를 붉은 군대에 들어가도록 주선했고, 1918년에 추이코프는 붉은 군대에 입대했다. 1918년 10월, 추이코프는 중대 부사령관의 직급을 가지고 남부 전선으로 파견된 뒤 복무를 시작했다. 1919년 봄, 추이코프는 시베리아의 알렉산드르 콜차크 휘하의 백군에 맞서고 있는 미하일 투하쳅스키 휘하 제5군단의 제40연대(후에 제43연대로 개명)의 연대장이 되었다. 1919년부터 1920년까지의 전투에서 추이코프는 용감함과 영웅적 행위로 적기훈장을 두 번 받았다. 그는 4차례 부상을 입었는데, 그 중 하나는 1920년 폴란드-소비에트 전쟁에서 수술할 수 없는 자국을 왼쪽 팔에 남겼다. 이는 부분적인 마비로 이어졌고, 그는 일시적으로 팔을 사용할 수 없게 되었다. 추이코프는 이 전쟁 상처를 평생 지니고 다녔고, 결국 1981년 패혈증으로 이어져 9개월 간의 병환으로 이어져 1982년 죽음을 맞이했다.
1921년 추이코프는 자신의 연대를 떠나 프룬제 사관학교에서 공부를 계속했고 1925년에 졸업했다. 추이코프는 뛰어난 학업 성적 때문에, 프룬제 사관학교의 동양학과에 1년 더 초청되어 중국어와 역사를 공부했다. 1926년 가을, 추이코프는 하얼빈, 창춘, 포트 아서, 다롄, 톈진, 베이징 등 둥베이와 화베이의 여러 도시들을 둘러보는 소련 외교 사절단에 합류했다. 1927년 가을 학업을 마친 후, 취코프는 중국에 부관으로 파견되었다. 추이코프는 화난과 쓰촨성을 광범위하게 여행하며 중국어를 유창하게 할 수 있었고 중국 정치와 문화에 대해 더 깊게 이해할 수 있었다. 1929년 중국-소련 분쟁 때, 소련이 중화민국과 외교 관계를 단절한 후, 추이코프는 강제로 중국을 떠나야 했다. 추이코프는 하바롭스크에서 새로 창설된 특수적기극동군에 배속되어 극동군 사령관 바실리 블류헤르에게 보고를 올리며 군사 정보를 모으는데 집중했다. 소련 극동군은 장쉐량의 동북군을 격파했고, 추이코프는 중국 동청 철도에 대한 소련의 통제권을 회복하는 협상에 참여했다.